# ヤンキーフィギュア
『ヤンキーフィギュア』は、ミッチェル田中による日本のギャグ漫画。『週刊少年チャンピオン』（秋田書店）2006年33号から36号にかけて短期集中連載され、その後、2007年31号から2008年35号まで連載された。キャッチコピーは「その少女、26cm!!!!!」

## あらすじ
ヤンキー少女・桜井さくらは、山下筆児の目の前で猫によりフィギュアサイズに縮小されてしまう。美少女フィギュアと見まがうさくらを巡り、今日も騒動が起きる。
元に戻るには、その猫を探し出すしかないのか? 他人には言えない、2人の共同生活が始まった。

## 登場人物
桜井 さくら（さくらい さくら）
この作品の主人公。ケンカ好きだが正義感は強い最強ヤンキー美少女。一人称は「わし」。髪型は赤みがかったストレートのロングヘア。
ミニチュアサイズになってもケンカの腕前は落ちておらず筆児いわく「桜井さんと犬のサイズ差は、常人とゾウほどの差がある」がイヌより強い。
筆児以外の人間に触れられると動けなくなる弱点がある。
縮小後は筆児の部屋に居候。筆児のコレクションであるフィギュアの衣服やミニチュア家具を使用している。
最終回では「ボクは桜井さんが好きです」と筆児の告白を受けて元に戻り、キスをした後に自身も筆児が好きであることを明かした。
桜井健吾（さくらい けんご）
さくらの父でプロレスラー。物語の終盤に登場する。弱小団体に所属している。かなりの酒豪のようである。
当初はさくらの母（名前不明）の誕生日を忘れ、酒を飲んでいたと思われ、「オヤジのせいでオカンが死んだ」と思われていたが、母に内緒で誕生日プレゼントを買うため道路工事のアルバイトをしていた。
山下 筆児（やました ひつじ）
さくらからはヒツジと呼ばれる。フィギュア好きのオタク少年。気が優しく（弱く）、さくらに逆らえない。
苛められっ子だがさくらのピンチを身体を張って救う事が多い。さくらの着替え（コスプレ）に萌えたり、胸を触ったりしては制裁を加えられている。
山下 彩（やました あや）
筆児の母親。夢ヶ池病院に勤める看護師、一方で家事もこなし息子を育てている。勝ち気で強引な性格だがその実涙もろい。
仕事が忙しくあまり息子に構ってやれない性質上筆児のフィギュア蒐集癖を放任してはいるものの、あまり快く思っていない様子である。
筆児以外でさくらがミニチュアサイズである事を理解している唯一の人物である。
ニャースケ
さくらをミニチュアサイズに縮小した張本人。ブルーの瞳を持つ黒猫。
魔法が使えるようだが、その正体は不明。
時折さくら達の前に現れるが、いつもすんでの所で取り逃がしてしまう。
麻生 美星（あそう みほ）
さくらに憧れる少女。ケンカっ早いがケンカの実力は0。髪型は前髪を上げたポニーテール。
一人称は「あたい」で好物は餃子と佃煮と納豆、趣味は任侠映画鑑賞と、一昔前の硬派な不良のような感性を持つ。
筆児の事が好きらしいが、その度に筆児はさくらから嫉妬に似た仕打ちを受ける。初登場時は中学生だったが無事筆児やさくらと同じ高校へ進学した。
最終回では筆児を諦め椿と付き合うようになる。
椿 高廣（つばき たかひろ）
さくらに片想いをしているヤンキー。イケメンである。さくらの声帯模写が得意との理由から筆児と仲良くなる。
終盤では長らくさくらに会えなかったことがショックなのか、かなりやつれた姿で登場する。
最終回ではさくらを諦め美星と付き合うようになる。
天宮 優希（あまみや ゆうき）
成績優秀、金持ちのボンボン、通称「セクシー王子」。彼を慕う者が作り上げた部まである。
かなりの美乳フェチでさくらを理想のおっぱいとしてあの手この手で奪おうとするが、好きだったあすかという女性にさくらが似ている為、ダブらせているというのが真相。
最終的には目隠しをされた状態で（ミニチュアサイズの）さくら殴られてほれこんだらしく、行方不明である話を聞いて（ミニチュアサイズになった本人が目の前にいるにもかかわらず）さくらを探す終わりのない旅に出てしまう。
滝本いずみ（たきもと いずみ）
筆児の担任であり生活指導の先生。普段は厳しいがさくらの失踪を密かに心配している。酒癖が悪い。

## 単行本
1. 第1巻 ISBN 978-4253202930 2007年12月発刊
2. 第2巻 ISBN 978-4253202947 2008年3月発刊
3. 第3巻 ISBN 978-4253202954 2008年5月発刊
4. 第4巻 ISBN 978-4253202961 2008年7月発刊
5. 第5巻 ISBN 978-4253202978 2008年9月発刊
6. 第6巻 ISBN 978-4253202985 2008年10月発刊